# Maurice Béjart
Maurice Béjart és el nom artístic de Maurice-Jean Berger (Marsella, 1927 - Lausanne, 2007), un ballarí i coreògraf de dansa clàssica en els segles XX i XXI que va treballar sobretot a Bèlgica i Suïssa. Van desenvolupar una forma expressionista popular del ballet moder, tractant temes molt diversos. De 1994 fins a la seva mort va ser membre de l'Acadèmia de les Belles Arts de l'Institut Francès. Se li van concedir la ciutadania suïssa a títol pòstum.

## Formació
Va començar la seva formació en dansa clàssica amb la Janine Charrat, l'Yvette Chauviré, etc. i la seva mestra, la rusa Lioubov Egorova, a l'escola de dansa de l'Òpera Nacional de París. Acabats aquests estudis, els va complementar el 1941 amb classes del coreògraf de clàssic Roland Petit i el 1951 va col·laborar amb la coreògrafa (en dansa clàssica i dansa moderna) sueca Birgit Cullberg, amb qui va poder crear la seva primera coreografia.
En Maurice Béjart té, a més, com a formació, la carrera universitària de filosofia.

## Carrera professional

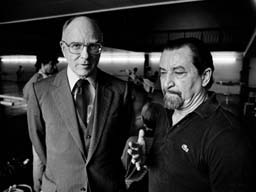
Béjart amb Philippe Braunschweig, mecenes suís del ballet que creà el premi de Lausanne i un dels artífexs de la formació de la Béjart Ballet Lausanne.

El 1953 va fundar la companyia de dansa clàssica dels Ballets de l'Étoile (els ballets de l'estrella).
El 1959, incapaç d'obtenir el suport del govern francès per establir la seva companyia en un teatre, Maurice Béjart va marxar de França a Bèlgica, on treballaria durant vint-i-set anys. A petició de Maurice Huisman aleshores director de Théâtre royal de la Monnaie, va crear la seva coreografia més famosa, La consagració de la primavera, i el 1960 una segona companyia de dansa, el Ballet du XXe siècle (el ballet del segle XX), que seria fins a 1987 l'oficial de De Munt, l'òpera nacional belga en la qual tingué un rol molt de protagonista el ballarí italià Paolo Bortoluzzi.
El mateix any de la fundació de la companyia, Béjart va posar en escena Boléro (Ravel)|Boléro de Maurice Ravel amb la ballarina Duška Sifnios, que es va convertir en una de les seves coreografies emblemàtiques. Després de Tania Bari, Suzanne Farrell, Louba Dobrievic, Anouchka Babkine, Angèle Albrecht i Shonach Mirk, Jorge Donn va assumir el paper, que llavors ballaven tant homes com dones.
El 1960-1961, Maurice Béjart va proposar la creació a Brussel·les, en el marc del Théâtre de la Monnaie i com a extensió del Conservatori de dansa de Buselas, d'una escola de dansa per a iniciació, integrant, a més de les classes de dansa, l'escolaritat obligatòria i una educació artística. Aquest projecte no va fructificar; uns quants anys més tard, les opcions de dansa es van afegir al programa escolar tradicional, donant lloc a les humanitats coreogràfiques.
El 1964, París el va rebre amb Hector Berlioz per a La condemnació de Faust i dos anys més tard Romeo i Julieta. El 1967, el Festival d'Avinyó va obrir les portes a la dansa i va convidar Maurice Béjart i el seu Ballet del segle xx a actuar al pati d'honor del Palau dels Papes d'Avinyó. Béjart i la seva companyia van presentar una obra important del seu repertori: la Messe pour le temps présent, amb música composta per Pierre Henry i Michel Colombier. L'obra es va tornar a representar l'any següent a Avinyó i va tenir un gran èxit.
El 1970 va obrir a Brussel·les una escola de dansa anomenada Mudra. De 1977 a 1985 va dirigir una altra a Dakar, que va anomenar Mudra Àfrica.
El 1987 va dissoldre la companyia i al cap de sis mesos la va refundar a Suïssa com a Béjart Ballet Lausanne, companyia on es va quedar fins a la mort i que encara existeix actualment. L'any següent, el 1988, va dissoldre també l'escola Mudra i el 1992 va crear a Lausanne una altra escola, de dansa clàssica i contemporània (principalment tècnica Graham), que va anomenar école-atelier Rudra (escola-taller Rudra) i que encara existeix actualment. En febrer de 2007 va crear a Lausanne la Fundació Maurice Béjart per a contribuir al finançament de projectes relacionats amb la dansa i el ballet, que roman activa en l'actualitat.
El documental El esfuerzo y el ánimo tracta sobre la herència deixada per Béjarten el Béjart Ballet Lausanne.

### Sol·licituds de naturalització i defunció
Tot i que va abandonar Bèlgica definitivament el 1987, hi continua molt lligat. Poc més d'un mes abans de la seva mort, va formar el pla per sol·licitar la naturalització belga . En aquest sentit, Michel Robert revela una carta de Maurice Béjart destinada (però mai rebuda) al consolat belga a Ginebra: «Si avui sol·licito la naturalització belga és perquè sempre m'he sentit a prop de Bèlgica, molt més a prop que de França, que és tanmateix el país on vaig néixer. Vaig viure a Bèlgica el període més llarg de la meva vida, trenta anys! Crec que avui és el moment de formalitzar aquesta relació inquebrantable. Que per fi llegeixi als diccionaris i biografies que em dediquen, Maurice Béjart, coreògraf belga, aquest és el meu desig més sincer». Encara que va ser presentada al Ministeri d'Afers Exteriors del Regne de Bèlgica, aquesta sol·licitud de naturalització es va extingir per la mort del coreògraf.
D'altra banda, Maurice Béjart va demanar i obtenir la nacionalitat suïssa l'any 2007, poc abans de la seva mort. A causa del títol de burgès honorari (ciutadà) de la ciutat de Lausana prèviament concedida, el consentiment de la Confederació i el cantó de Vaud li atorgaven així la nacionalitat suïssa. També conserva la nacionalitat francesa.
Després d'haver estat malalt durant diversos anys, va ser hospitalitzat a l’Hospital Universitari de Lausana (CHUV) el novembre de 2007 per problemes cardíacs i renals. Malgrat tot, segueix els assajos del seu darrer espectacle La volta al món en 80 minuts, espectacle del qual no veurà l'estrena. Va morir la nit del 22 de novembre de 2007, envoltat dels seus ballarins. Cremades, les seves cendres seran escampades a petició seva a les platges d’Oostende a Bèlgica, el seu país d'adopció.

## Posteritat
Quan es va anunciar la mort de Maurice Béjart el 22 novembre 2007, va sorgir ràpidament la idea de crear una Maison Maurice Béjart a Bèlgica. Una fundació d'utilitat pública creada a instigació del govern belga l’abril 2008 per Jacques De Decker, André Jaumotte i Michel Robert, la Maison Maurice Béjart (MBH) té com a objectiu promoure la posteritat de l'obra del famós coreògraf i de la dansa en general. Aquesta és la casa on Béjart va viure durant més de vint anys a Brussel·les. El seu comitè honorari està format per personalitats belgues i franceses com l'actor Daniel Auteuil, l'antic primer ministre belga Guy Verhofstadt i l'escriptor Eric-Emmanuel Schmitt.
El 2017, el coreògraf Walid Aouni, que va treballar durant molt de temps per a Maurice Béjart, va ser nomenat comissari artístic de la Maison Maurice Béjart amb motiu de la gran exposició Béjart i el Roser al setembre 2017.

## Estil

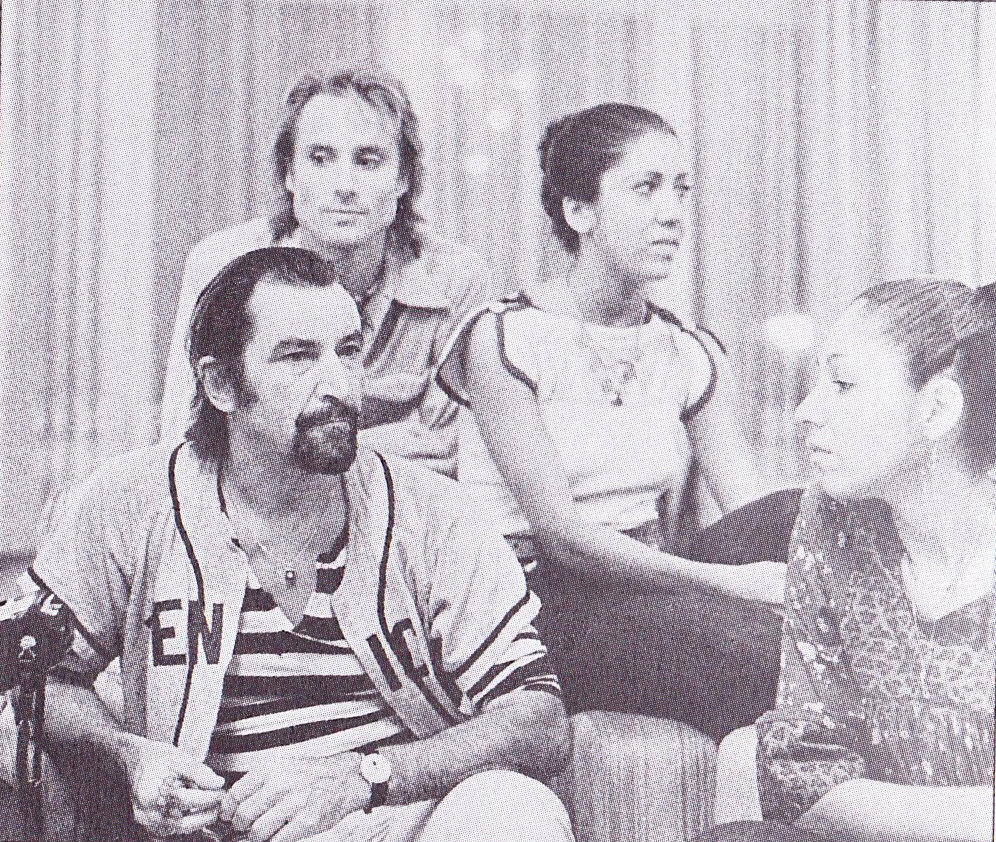
Maurice Béjart amb membres de la seva companyia, a l'Iran, el 1971

Va fer noves versions de clàssics dins de la dansa clàssica, com l'esmentat La consagració de la primavera (l'original era de Nijinski), El Trencanous o el Bolero de Ravel, i posteriorment de coreografies perses, com per exemple Golestan (el roserar) o Farah.
Béjart va aportar elements de modernitat a la dansa clàssica, com per exemple fer que uns quants personatges fossin ballats indiferentment per homes o per dones o que una de les joguines de El Trencanous passi a ser Fèlix el gat. També va utilitzar el llenguatge de la dansa clàssica per a tractar temes actuals, com per exemple la sida o l'ecologia.
Com la majoria dels coreògrafs clàssics del seu temps, va tendir a desfer-se dels ballarins que només fan de decorat per a destacar als solistes, tot i que no renunciava a les coreografies grupals, si cada ballarí tenia un paper important, a les quals exigia, com se sol fer actualment, una màxima interacció i coordinació entre tots ells, en això tingué com a ballarina preferida l'italiana Luciana Savignano. També comparteix amb la majoria de coreògrafs considerats neoclàssics o moderns el fet de recórrer a una escenografia contemporània per a les obres clàssiques i en particular a un tipus d'indumentària més minimalista i austera, o menys recarregada, amb menys puntes i volums superflus, per a donar importància al cos del ballarí i per a universalitzar el missatge o la història tractada.

## Premis i honors

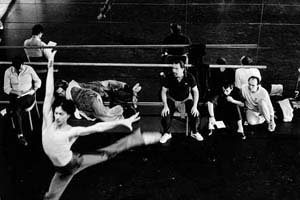
Béjart treballant (amb samareta fosca i assegut en una cadira), el 1988

- 1960: Gran Premi coreogràfic del parisí Théâtre des Nations (França)
- 1973: Medalla d'Or al mèrit artístic (Suècia)
- 1979: Doctor Honoris Causa a la Université Libre de Brussel·les (Bèlgica)
- 1980: Premi de l'Associació d'Autors i Compositors Dramàtics de París (França)
- 1986: Ordre del Sol Naixent (Japó)
- 1988: Gran Oficial de l'Ordre de la Corona (Bèlgica)
- 1992: Premi Toti Dal Monti (Itàlia)
- 1994: Premi de l'Associació Alemanya de Professionals de la Dansa (Alemanya)
- 1994: Membre de l'Acadèmia de les Belles Arts (França)
- 1996: Nomenat Bourgeois d'Honneur de Lausanne per la ciutat de Lausana (Suïssa)
- 1998: Gran Oficial de l'Ordre de l'Infant Dom Henrique (Portugal)
- 1999: Premi Kyoto de la Fundació Inamori (Japó)
- 2000: Premi Nijinski de la dansa (Mònaco)
- 2003: Premi Benois de la Danse, pel conjunt de la seva obra artística (Rússia)
- 2003: Comandant de l'Ordre de les Arts i de les Lletres (França)

## Ballets principals
| - 1955: Symphonie pour un homme seul (París) - 1957: Sonate à trois (Essen) - 1958: Orphée (Liège) - 1959: Le Sacre du printemps (Bruxelles) - 1960: Boléro (Bruxelles) - 1961: Les Quatre Fils Aymon (Bruxelles) - 1964: IXe Symphonie (Bruxelles) - 1966: Roméo et Juliette (Bruxelles) - 1967: Messe pour le temps présent (Aviñón) - 1968: Bhakti (Aviñón) - 1971: Chant du compagnon errant (Bruxelles) - 1972: Nijinski, clown de Dieu (Bruxelles) - 1975: Pli selon pli (Bruxelles) - 1976: Heliogabale (Irán) - 1976: Isadora (Opéra de Monte-Carlo) - 1976: Le Molière imaginaire (París, Comédie-Française) - 1975: Notre Faust (Bruxelles) - 1977: Petrouchka (Bruxelles) - 1980: Eros Thanatos (Atenas) - 1982: Wien, Wien, nur du allein (Bruxelles) - 1983: Messe pour le temps futur (Bruxelles) - 1985: Le Concours (París) | - 1986: Arepo (Opéra de París) - 1987: Souvenir de Léningrad (Lausanne) - 1988: Piaf (Tokio) - 1989: 1789… et nous (París) - 1990: Ring um den Ring (Berlín) - 1990: Pyramide (El Cairo) - 1991: La Mort subite (Recklinghausen, Alemania) - 1991: Tod in Wien (Viena) - 1992: La Nuit (Lausanne) - 1993: Mr C… (Tokio) - 1995: À propos de Shéhérazade (Berlín) - 1997: Le Presbytère… (Bruxelles) - 1999: La Route de la soie (Lausanne) - 2000: Enfant-roi (Versailles) - 2001: Lumière (Lyon) - 2001: Tangos (Ginebra) - 2001: Manos (Lausanne) - 2002: Mère Teresa et les enfants du monde - 2003: Ciao Federico, en homenaje a Fellini - 2005: L’Amour - La Danse - 2006: Zarathoustra - 2007: Le Tour du monde en 80 minutes |